# Conférence de Londres (1912-1913)
La Conférence de Londres, ou conférence des Ambassadeurs, est réunie à Londres à partir du mois de septembre 1912, afin de proposer une réponse coordonnées des grandes puissances face à la situation des Balkans à la suite de la première guerre balkanique.